# 556-я отдельная армейская авиационная эскадрилья связи
556-я отдельная армейская Черкасская ордена Богдана Хмельницкого авиационная эскадрилья связи, она же отдельная авиационная эскадрилья 52-й армии — авиационная воинская часть ВВС РККА в Великой Отечественной войне.

## Боевой путь
Отдельная авиационная эскадрилья 52-й армии сформирована 1 марта 1943 года на базе 662-го смешанного авиационного полка. На вооружении состояли самолёты У-2.
26 марта 1943 года эскадрилья переименована в 556-ю отдельную армейскую авиационную эскадрилью связи.
Лётчики эскадрильи во время проведения Черниговско-Полтавской и Черкасской наступательных операций осуществляли воздушную поддержку наземных частей 2-го Украинского фронта, вылетали на бомбометание и разведку, осуществляли связь между штабом армии и корпусными и дивизионными штабами. При выполнении боевых заданий отличились штурман эскадрильи старший лейтенант С. С. Кулик, штурман звена Дм. С. Сафожкин, штурман звена лейтенант П. Иг. Кривонос, лётчики младшие лейтенанты З. З. Зайдулин и И. М. Хайрулин, стрелок-бомбардир младший лейтенант Н. Е. Свистунов.
В декабре 1943 года за отличие в боях за освобождение города Черкассы эскадрилья удостоилась почётного наименования «Черкасская».
В 1944 году, лётчики эскадрильи во время освобождения Кировограда, боёв на Правобережной Украине, в Молдавии и в Румынии осуществляли воздушную поддержку наземных частей 52-й армии, вылетали на бомбометание и разведку войск противника, выполняли дневные и ночные вылеты на связь, доставку корреспонденции. При выполнении боевых заданий командования наиболее отличились заместитель командира эскадрильи капитан А. Г. Макеев, командиры звеньев старший лейтенант А. Н. Фёдоров и лейтенант Н. Дм. Степанов.
В 1945 году эскадрилья в составе 52-й армии участвовала в проведении Висло-Одерской, Нижне-Силезской, Берлинской, Баутцен-Вайсенбергской и Пражской наступательных операций. Лётчики эскадрильи осуществляли воздушную поддержку наземных частей 1-го Украинского фронта, вылетали на бомбардировку и разведку немецких войск, на связь и сбрасывание листовок. При выполнении заданий командования наиболее отличились командиры звеньев старшие лейтенанты Н. Дм. Степанов, М. П. Орехов и Г. А. Ткачев, лейтенант Ив. Ив. Иванов, штурман звена лейтенант Ан. Н. Шунда, лётчики лейтенант З. З. Зайдулин, младшие лейтенанты И. Ф. Васильев, Д. И. Рыжак.
Указом Президиума Верховного Совета СССР от 5 апреля 1945 года «за образцовое выполнение боевых заданий командования в боях с немецкими захватчиками при овладении городом Бунцлау и проявленные при этом доблесть и мужество» 556-я отдельная армейская авиационная Черкасская эскадрилья связи награждена орденом Богдана Хмельницкого III степени.
Всего за время боевых действий эскадрилья выполнила более 5 тыс. боевых вылетов.
Эскадрилья расформирована в ноябре 1945 года.

## Командование эскадрильи
- Командир эскадрильи:
  -  капитан, майор Поздняков Василий Трофимович
- Заместитель командира эскадрильи по политической части:
  -  капитан Коротнев Вениамин Павлович
- Начальник штаба эскадрильи:
  -  старший лейтенант, капитан Плотников Борис Петрович (с сентября 1943 г.)
- Заместитель командира эскадрильи:
  -  старший лейтенант, капитан Макеев Алексей Галактионович
- Штурман эскадрильи:
  -  старший лейтенант Кулик Степан Савович

## Наиболее отличившиеся лётчики эскадрильи
| Награды | Фамилия, имя, отчество      | Должность      | Воинское звание   | Совершённый подвиг |
| ------- | --------------------------- | -------------- | ----------------- | --- |
|         | Иванов Иван Иванович        | Командир звена | Лейтенант         | Выполнил 301 боевой вылет в составе 662 САП. 20 янв. 1945 года при выполнении боевого задания был сбит огнём вражеских истребителей, однако сумел посадить горящий самолёт. |
|         | Орехов Марк Петрович        | Командир звена | Старший лейтенант | Выполнил 1161 вылет на бомбардировку, разведку и разбрасывание листовок, на обеспечение оперативных заданий и на связь.                                                     |
|         | Степанов Никодим Дмитриевич | Командир звена | Старший лейтенант | Выполнил 1211 вылетов на бомбардировку, разведку, разбрасывание листовок, на выполнение специальных заданий и на связь.                                                     |